# Ohniváček celíkový
Ohniváček celíkový (Lycaena virgaureae, Linné 1758) je červený motýl z čeledi modráskovitých.

## Popis
Délka předních křídel je 17–20 mm, přičemž líc je u samečků zářivě oranžový lokálně až červený, u středoevropských populací pak bez skvrn. Černý okrajový lem ohraničuje celý obvod křídel. Na zadních křídlech je na okraji patrné mírné vyklenutí. Okrajový černý lem je na zadních křídlech ozdoben řadou malých černých teček, spojených s tmavým okrajem. U samiček jsou ve vnější a střední části tmavé skvrny na líci sytě červenožlutých až žlutých křídel. Tmavé skvrny jsou pak při okraji uspořádány do zřetelných řad. Křídla jsou oproti samečkům méně zašpičatělá.
Na rubu křídel pak u obou pohlaví jsou menší černé a řada bílých skvrn na červenavě okrovém podkladu. Zbarvením spodní strany s kombinací malých černých a světlých skvrnek se pak liší od jihoevropských populací. Těmito skvrnami se pak mj. odlišuje od příbuzného a velmi podobného ohniváčka černočárného (Lycaena dispar). U něj bílé skvrny na spodní straně zadních křídel chybí.
Imago se vyskytuje od poloviny června až do konce srpna. Samička klade jednotlivě zelená vajíčka na spodní partie živné rostliny. Ročně je pouze jedna generace motýlů. Housenka má zelené zabarvení.

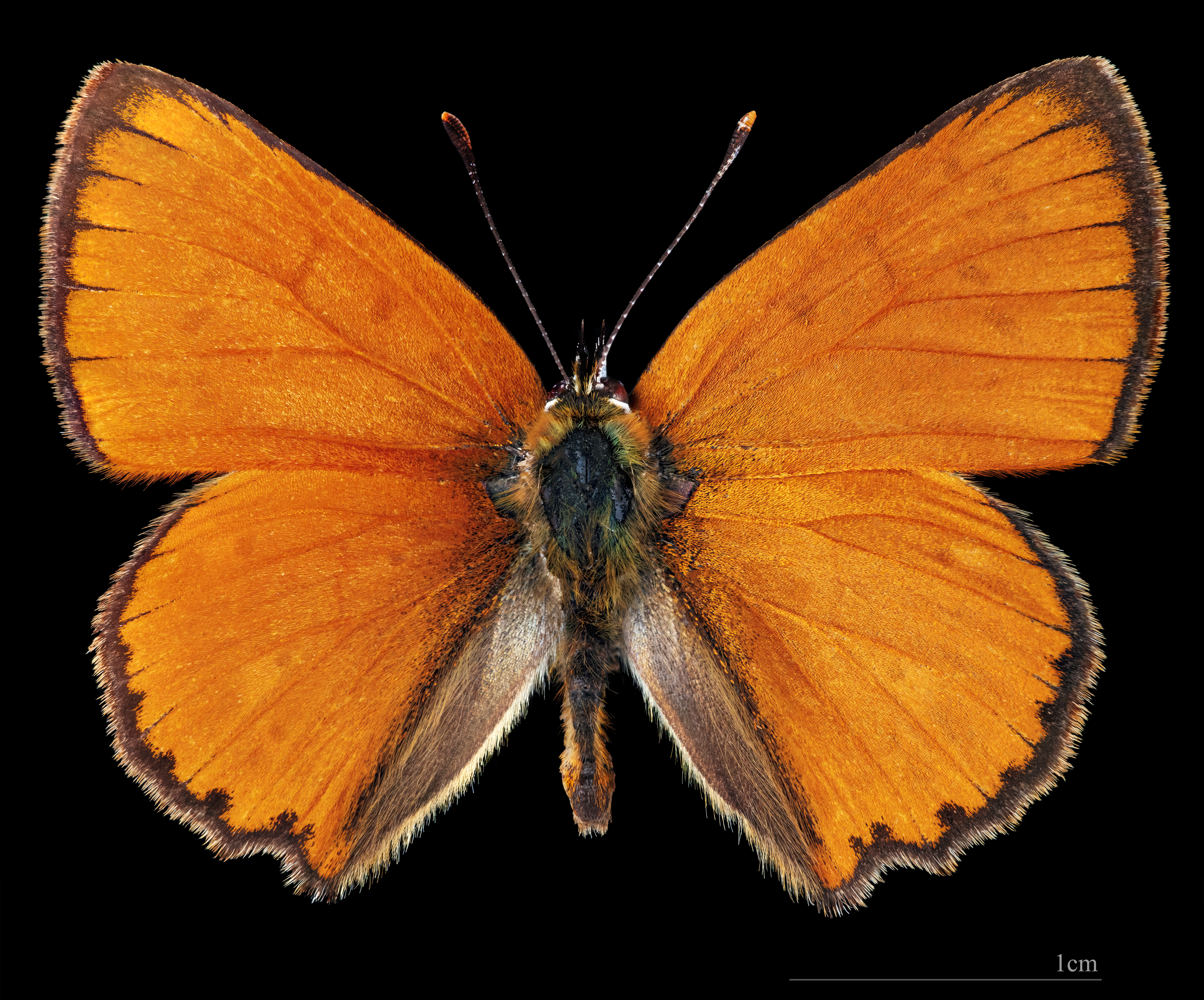
Lycaena virgaureae ♂
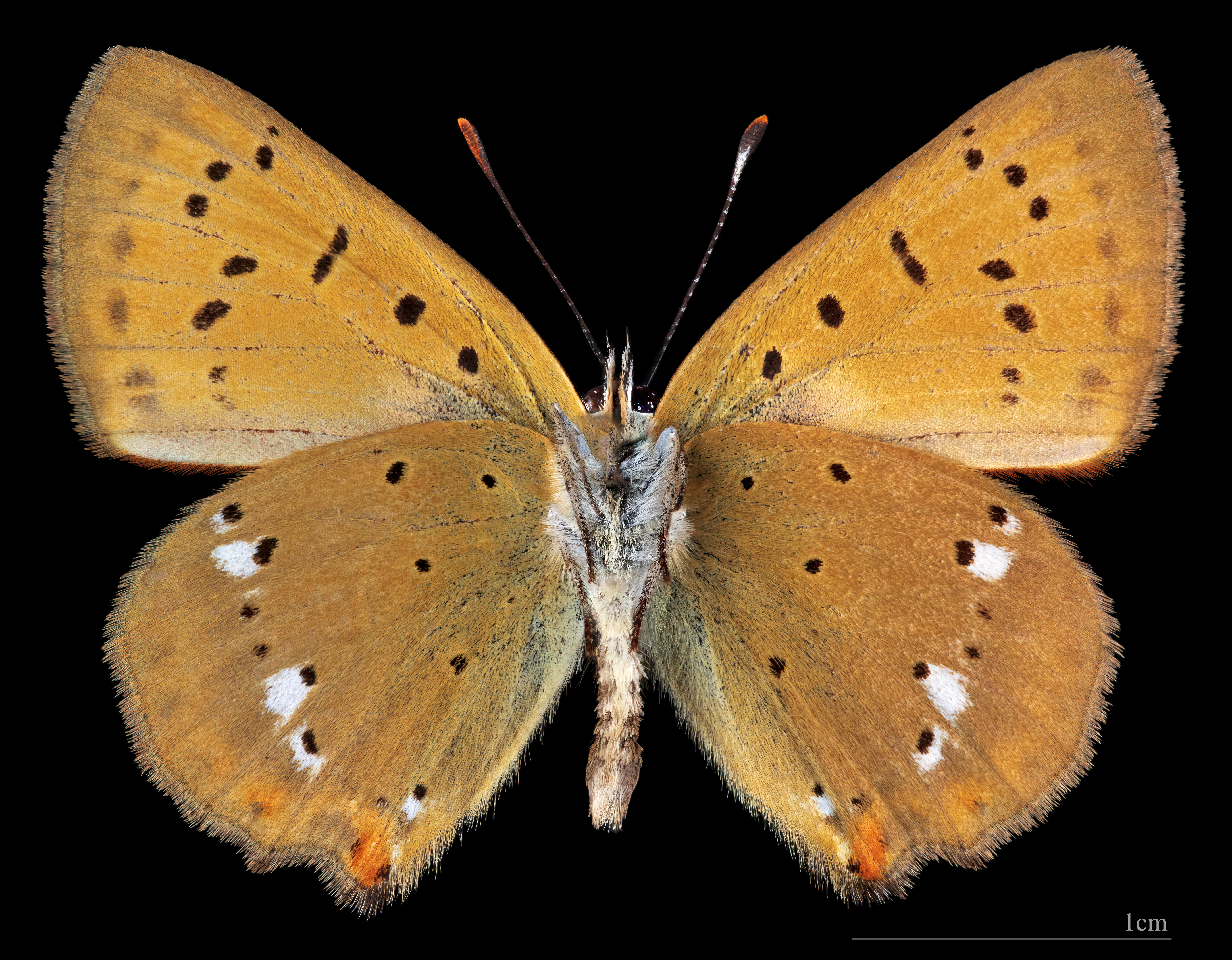
Lycaena virgaureae ♂  △

## Stanoviště
Vlhké a rozkvetlé louky, slatiny a také okraje lesů, průseky, paseky a volné lesní prostupy a světliny a křovinaté biotopy. Hlavně pak v podhorských oblastech až do výšky 1500 m n. m. Na suchých stanovištích je vzácnější. Jeho hostitelskou rostlinou je šťovík kyselý (Rumex acetosa).

## Rozšíření
Vyskytuje se v celém mírném pásmu centrální Evropy přes Rusko po Asii. Směrem na západ Evropy je jeho areál výskytu ostrůvkovitý. V převážné části Pyrenejského poloostrova a na Balkánu jen řídce. V rámci ČR je rozšířen lokálně, velmi vzácně pak v nižších nadmořských výškách a v lokalitách s intenzivním zemědělstvím.

## Výskyt
Dříve velmi hojný, nyní je v podhůří a horách dosud hojný na mnohých místech obzvláště v nižších polohách vzácný. Lze předpokládat, že podmínkou výskytu jsou biotopy v pokročilejším stádiu sukcese, než u jiných lučních motýlů (podrosty, přítomnost keřů a vyšších bylin). Lokálně se mohou početní stavy výskytu periodicky v delším časovém horizontu značně měnit.

## Ochrana
Nepatří mezi ohrožené druhy.

## Příbuzné druhy
- Ohniváček černočárný (Lycaena dispar), Haworth, 1802
- Ohniváček černokřídlý (Lycaena phlaeas)
- Lycaena ottomanus, (Lefèbvre, 1830)
- Ohniváček janovcový (Lycaena thersamon)
- Ohniváček modrolesklý (Lycaena alciphron)
- Ohniváček dukátový (Lycaena virgaureae)
- Ohniváček modrolemý (Lycaena hippothoe)
- Ohniváček černoskvrnný (Lycaena tityrus)
- Ohniváček rdesnový (Lycaena helle)